# Manuel Sousa
Manuel Nazareth da Costa e Sousa, detto Necas (Luanda, 18 settembre 1962), è un ex cestista e allenatore di pallacanestro angolano.

## Carriera
Con l'Angola ha disputato i Giochi olimpici di Barcellona 1992, due edizioni dei Campionati mondiali (1986, 1990) e due dei Campionati africani (1989, 1992).